# Ябланица
Вижте пояснителната страница за други значения на Ябланица.
Я̀бланица е град в Северна България, административен център на община Ябланица. Той се намира в област Ловеч, в близост до градовете Правец, Тетевен и Луковит. По данни на ГРАО към 15 юни 2023 г. в града живеят 2618 души по настоящ адрес и 2746 души по постоянен адрес.

## География
Разположен е в планински район, на 88 км от столицата София по главния път за градовете Луковит, Плевен, Русе и Варна, малко преди магистрала „Хемус“ от Варна за София. Надморска височина – 475 м.
Близо до градчето се намира пещерата Съева дупка, известна със своята красота. Близкият планински масив от Предбалкана Драгойца представлява приятно предизвикателство за любителите-туристи. Местността Окапците предлага условия за отдих и туризъм, благодарение на прохладната река и изградените площадки и маси.
Махали и квартали на Ябланица
- Квартал Деветте дола – на 3 км западно от Ябланица в посока и на пътя за София.
- Квартал Шумнене: Горно Шумнене (на 2 км северозападно) и Долно Шумнене (на 2 км северно) от Ябланица, в подножието на старопланинското разклонение Драгойца.
- Махала Борьов дол – на 3 км западно от Ябланица и на 1 км от Горно Шумнене.
- Махала Габровица – на 2 км южно от Ябланица по посока и на пътя за Тетевен.
- Махала Камен дол – на 8 км югозападно от Ябланица.
- Махала Нановица – на 3 км югоизток от Ябланица.
- Махала Липово – на 7 км на изток от Ябланица.
- Махала Прелог – на 4 км източно от Ябланица.

## История
Ябланица е основана през XVIII век. През 1968 година официално е обявена за град.

## Население
Населението на Ябланица е около 2587 души (15 март 2024). Повечето жители са православни християни.
Численост на населението според преброяванията през годините:
| \| Година на преброяване \| Численост \| \| --------------------- \| --------- \| \| 1934 \| 2945 \| \| 1946 \| 3012 \| \| 1956 \| 2926 \| \| 1965 \| 2904 \| \| 1975 \| 3172 \| \| 1985 \| 3372 \| \| 1992 \| 3125 \| \| 2001 \| 3098 \| \| 2011 \| 2884 \| \| 2021 \| 2481 \| |           |
| Година на преброяване | Численост |
| 1934 | 2945      |
| 1946 | 3012      |
| 1956 | 2926      |
| 1965 | 2904      |
| 1975 | 3172      |
| 1985 | 3372      |
| 1992 | 3125      |
| 2001 | 3098      |
| 2011 | 2884      |
| 2021 | 2481      |

Етническият състав включва 2231 българи и 249 цигани.

## Икономика
Ябланица е известна с производството на халва и локуми. Този поминък е давал хляб на много производители и търговци.

## Инфраструктура
През септември 2004 г. е обновен центърът на града. На 1 декември 2004 г. започва изграждането на градски парк – отдавнашна мечта за ябланчани.
- Читалище „Наука“ – създадено през януари 1901 година
- СОУ „Васил Левски“ – създадено през 1938 година

## Култура
На театрален фестивал в Каварна през лятото на 2004 година ябланската трупа печели I място.
Исторически музей, намиращ се в сградата на читалище „Наука“.
Редовни събития
- Традиционен летен панаир „Св. Дух“
- Традиционно се провеждат т.нар. „оброци“, когато на различни места в Ябланица по различно време (но винаги през лятото), се събират хора от даден квартал (улица), празнуват, а по традиция на масите (поклони) винаги присъства неизменното „вариво“. Оброк без вариво не е оброк. Най-големият оброк се провежда на 2 август в местността Окапците.

### Спорт
Град Ябланица е известен с традициите си във волейболния спорт. През 1968 г. стават републикански селски шампиони (жени), което е сред най-големите успехи за спорта в града. От април 2011 г. отборът по волейбол „Изгрев“ от Ябланица (мъже) се състезава във Висшата волейболна лига на държавното първенство. Под ръководството на треньора Васко Димитров в решаващия мач състезателите успяват да се наложат и така отборът на „Изгрев“ (Ябланица) побеждава „Добротица“ (Добрич) с 3:2 гейма (25:21, 25:22, 26:28, 27:29, 15:10) в габровската зала „Орловец“ осигурявайки си престижното място. През 2014 г. „Изгрев“ Ябланица продава на „Тетевен Волей“ младата си надежда във волейбола Гордан Люцканов, който по-късно влиза в националния отбор за юноши на България.
„Изгрев“ е дружество, което развива и аматьорски футболен клуб, състезаващ се в окръжните групи. Като част от панаира на града се провеждат градските турнири. „Изгрев“ спечели турнира по футбол за фен купа „Каменица“, проведен в Габрово, и участва в Албена на финалния кръг с 12-те окръжни победители. През 2008 г. печели III място на „Каменица“ в София от 328 участника.
Освен футбол с традиции в града е и тенисът на маса. Основен принос за това има дългогодишният треньор Иван Вутков. Негови възпитаници неведнъж са печелили призови места и награди.
В града развива дейност и туристическо дружество.

### Кухня
- Традиционно ястие за Ябланица е кротмачът с печени чушки и топла домашно приготвена питка. Също така и „варивото“, приготвя се от овче месо.
- Десертът е халва или локум, който върви с бяло вино.
- Много характерен е също т.нар. „бял мъж“, който се приготвя от леко ферментирало прясно овче сирене по специална технология. Консумира се както с мед, захар или сладко, така и с „топеница“ (шарена сол), сирене и др.

## Редовни събития
- През 2015 г. по предложение на проф. Игнат Игнатов и под егидата на областния управител д-р Мадлена Бояджиева Ловешка област е обявена за Световна зона на планинската вода.

## Известни личности
Родени в Ябланица
- Марко Минчев (Чорбаджи Марко) (1820 – 1889), деец на Вътрешната революционна организация, председател на Ябланишкия революционен комитет, крупен търговец [4][5][6]
- Мико Марков (1842 – 1918), деец на Вътрешната революционна организация, секретар/касиер на Ябланишкия революционен комитет, търговец
- Димитър Лазов (1850 – 1936), деец на БРЦК, арестуван след Арабаконашкия обир, опълченец участвал в Руско-турската война, след Освобождението кавалерист и полицейски пристав, земевладелец в Лесново
- Димитър Яблански (1858 – 1937), политик
- Васил Драгнев (1883 – 10 юли 1941), революционер, деец на ВМОРО
- Георги Атанасов, български революционер от ВМОРО, четник на Никола Груйчинов[7]
- Васил Миков (1891 – 1970), археолог
- Димитър Братанов (1899 – ?), български офицер, генерал-майор